# Barum Turum
Barum Turum (em mongol: Баруунтуруун) é um sum na província de Uvs, na Mongólia .

## Clima
Barum Turum apresenta um clima continental (classificação climática de Köppen Dwb, classificação climática de Trewartha Dcld) beirando ao clima subártico (Köppen Dwc, Trewartha Ecld), com verões amenos a quentes e invernos extremamente frios, devido a inversões de temperatura altitudinais muito fortes proveniente à canalização de ar frio através dos vales ocidentais ao distrito.
Barum Turum experiencia 209,9 dias por ano com temperaturas mínimas abaixo do ponto de congelamento e 151 dias com temperaturas máximas abaixo desse ponto. A temperatura mínima média em janeiro é de -36.3 ºC, e a temperatura mais baixa registrada foi -49,9 ºC. As temperaturas no verão podem ser altas; durante 10,9 dias ao ano, a temperatura máxima diária é igual ou superior a 30 ºC. A temperatura mais alta registrada foi de 39,2ºC. Maior parte da precipitação ocorre no verão como chuva, com um pouco de neve sendo registrada na primavera e no outono. Os invernos são bastante secos, com apenas leves instâncias de ocorrência de neve. A velocidade média do vento não excede 1 metro por segundo (3,6 km/h) no inverno.